# Нова Весь-Вишинська
Нова Весь-Вишинська (пол. Nowa Wieś Wyszyńska, нім. Neubuden) — село в Польщі, у гміні Будзинь Ходзезького повіту Великопольського воєводства.
У 1975-1998 роках село належало до Пільського воєводства.